# 미사강변고등학교
미사강변고등학교(渼沙江邊高等學校)는 대한민국 경기도 하남시 선동에 있는 공립 고등학교이다.

## 학교 연혁
- 2016년 1월 4일 : 미사강변고등학교 설립인가
- 2016년 3월 1일 : 초대 김광선 교장 취임
- 2016년 3월 2일 : 제1회 입학식(6학급 112명)
- 2017년 3월 1일 : 경기도교육청 혁신학교 지정
- 2019년 1월 4일 : 제1회 졸업식(졸업생 135명)
- 2021년 3월 1일 : 제3대 김만곤 교장 취임
- 2024년 1월 4일 : 제6회 졸업식
- 2024년 3월 4일 : 제9회 입학식(10학급 331명)

## 참고 자료
- 미사강변고등학교 - 한국교육학술정보원 학교알리미